# Laodicé VI
Pour les articles homonymes, voir Laodicé.
Titres
Princesse Séleucide
Reine du Pont
Laodicé VI (en grec moderne : Λαοδίκη ΣΤ΄) est une princesse hellénistique du royaume du Pont appartenant à la dynastie des Séleucides.

## Biographie
Laodicé VI est la fille d’Antiochos IV Épiphane et de Laodicé IV. Elle doit reconnaître comme son frère l’usurpateur Alexandre Ier Balas avec qui elle est proclamée reine en 150 av J.-C..
Après la mort d’Alexandre Balas, elle épouse son neveu Mithridate V, roi du Pont, et est sans doute la mère de Mithridate VI Eupatôr, mais également de Mithridate Chrestos, ou encore de la princesse Laodicé dite « Laodicé C » par les généalogistes.
Ambitieuse et voulant exercer seule le pouvoir, elle est probablement à l'origine de la mort de son mari, qu'elle aurait fait assassiner par des proches. Elle prend alors le royaume en main en tant que régente alors que ses fils Mithridate VI Eupator Dionysos et Mithridate Chrestos sont encore mineurs. 
La princesse Laodicé VI est connue pour son goût du luxe. Étant cliente de la République romaine, elle use de tous les pots-de-vin et du luxe que Rome lui propose. Son comportement amène le royaume à la dette. Plus tard, Mithridate VI, devenu majeur, se soulève avec son armée, et envoie sa mère en prison avant de reprendre la tête du royaume en 111 av. J.-C. Elle meurt probablement en prison.

## Famille

### Mariage et enfants
De son mariage avec Mithridate V du Pont, elle eut :
- Mithridate Chrestos ;
- Mithridate Eupator ;
- Sans doute quatre filles, Laodicé dite Laodicé C[4] (épouse successive de Ariarathe VI de Cappadoce et de Nicomède III de Bithynie), Laodicé dite Laodicé D[4] (sœur-épouse de Mithridate VI), ainsi que Roxane et Stateira (selon Plutarque « âgées de quarante ans chacune », qui se suicident sur son ordre pour ne pas tomber aux mains de ses ennemis[5]) ;
- Peut-être une autre fille.